# Bolboceratex vanwyki
Bolboceratex vanwyki är en skalbaggsart som beskrevs av Gussmann och Clarke H. Scholtz 2000. Bolboceratex vanwyki ingår i släktet Bolboceratex och familjen Bolboceratidae. Inga underarter finns listade.